# Composizioni di Salvatore Sciarrino
Lista delle composizioni di Salvatore Sciarrino in ordine cronologico. Il più recente e completo catalogo delle sue composizioni è stato compilato da Pietro Misuraca nel volume Il suono, il silenzio, l’ascolto - La musica di Salvatore Sciarrino dagli anni Sessanta a oggi (2018).

## Opere teatrali
- Amore e Psiche (1973), opera in un atto su libretto di Aurelio Pes
- Aspern (1978), singspiel in due atti su libretto di Giorgio Marini e Salvatore Sciarrino da Henry James; trad. tedesca di M. Ragne-Seidl - première nel Teatro della Pergola di Firenze diretta dal compositore con Alide Maria Salvetta
- Cailles en sarcophage. Atti per un museo delle ossessioni (1979-1980), opera in 3 parti su libretto di Giorgio Marini da AA. VV.
- Vanitas (1981), Natura morta in un atto, per voce (mezzosoprano), violoncello e pianoforte su libretto di Salvatore Sciarrino da AA. VV.
- Lohengrin (1982-1984), Azione invisibile per solista, strumenti e voci su libretto di Salvatore Sciarrino da Jules Laforgue
- La perfezione di uno spirito sottile (1985) per flauto, voce e percussioni aeree su testo tratto da una lamella d'oro di Eleuterna
- Perseo e Andromeda (1990), opera in un atto su libretto di Salvatore Sciarrino da Jules Laforgue
- Luci mie traditrici (1996-1998), opera in due atti su libretto di Salvatore Sciarrino da Il tradimento per l'onore di Giacinto Andrea Cicognini (1664) con un'elegia di Claude le Jeune (1608) sopra un testo di Ronsard
- Infinito nero (1998), Estasi in un atto per voce e otto strumenti su frammenti di Maria Maddalena de' Pazzi ricomposti da Salvatore Sciarrino
- Morte a Venezia. Studi sullo spessore lineare (1991), balletto in due atti su musiche di Johann Sebastian Bach su testo liberamente ispirato alla novella di Thomas Mann
- Macbeth (2002), tre atti senza nome (da Shakespeare) su testo di Salvatore Sciarrino
- Lohengrin 2. Disegno per un giardino sonoro (2004)
- Da gelo a gelo (Kälte) (2006), cento scene con sessantacinque poesie su libretto tratto dal Diario di Izumi Shikibu (Giappone, XI secolo)
- La porta della legge - quasi un monologo circolare (2006-2008), opera in un atto su libretto tratto dal racconto Vor dem Gesetz di Franz Kafka
- Superflumina (2010), opera in un atto su libretto di Salvatore Sciarrino
- "Immagina il deserto" (2016), per voce mezzosoprano e dieci strumenti
- Ti vedo, ti sento, mi perdo (2017) première nel Teatro alla Scala di Milano

- Venere e Adone, naufragio di un mito (2023) opera in un atto su libretto di Fabio Casadei Turroni e Salvatore Sciarrino, liberamente ispirato da L'Adone di Gian Battista Marino e altri, première in Opera di Amburgo

## Repertorio sinfonico
- Berceuse o Ancora (1969 al Teatro La Fenice di Venezia)
- Da a da da (1970 al Teatro La Fenice)
- Introduzione e Aria "Ancora il duplice" (1971)
- Grande Sonata da camera (1972)
- Rondo (1972)
- Romanza (1973)
- Variazioni (1974)
- Clair de lune (1976)
- Il paese senz'alba (1977)
- Il paese senza tramonto (1977)
- Berceuse variata (1977)
- Kindertotenlied, testo di Friedrich Rückert (1979 al Teatro La Fenice diretta da Gianluigi Gelmetti)
- Musiche per "All'uscita" (1978)
- Che sai, guardiano della notte? (1979)
- Un'immagine di Arpocrate (1979)
- Flos, forum (1981)
- Efebo con radio (1981)
- Autoritratto nella notte (1982)
- Allegoria della notte (1985)
- Sui poemi concentrici I, II, III (1987)
- Morte di Borromini per orchestra e voce recitante 20 ottobre (1988) Teatro alla Scala di Milano con Tino Carraro dirige Riccardo Muti
- Gioachino Rossini: Giovanna d'Arco (1989)
- Lettura da lontano (1989)
- Nove Canzoni del XX secolo (1991)
- Cadenzario (1991)
- Frammento e Adagio (1992)
- Musiche per il "Paradiso" di Dante (1993)
- Mozart a 9 anni (1993)
- Soffio e forma (1995)
- L'immaginazione a se stessa (1996)
- Il cerchio tagliato dei suoni (1997)
- I fuochi oltre la ragione (1997)
- La bocca, i piedi, il suono (1997)
- Quattro intermezzi (1997)
- Sophisticated Lady (1999)
- Recitativo oscuro (1999)
- Studi per l'intonazione del mare (2000)
- Il clima dopo Harry Partch (2000)
- Il giornale della necropoli (2000)
- Altre schegge di canto (2002)
- Graffito sul mare (2003)
- Il suono e il tacere (2004)
- Storie di altre storie (2005)
- Shadow of sound (2005)
- 4 Adagi per flauto dolce e orchestra (2007). Daniel Harding ha diretto la Filarmonica della Scala nella prima assoluta nel 2008 nel Teatro alla Scala di Milano.
- Libro notturno delle voci (2009)
- Senza sale d'aspetto (2011)

## Musiche per coro e per ensemble vocali
- Musiche per "Orlando furioso" (1969)
- Musiche per "I bei colloqui" (1970)
- Musiche per "Le Trachinie" (1980)
- Le donne di Trachis (1980)
- Tutti i miraggi delle acque (1987)
- L'alibi della parola (1994)
- 3 Canti senza pietre (1999)
- Responsorio delle tenebre (2001)
- 12 Madrigali (2007)

## Musiche da camera
- Sonata per due pianoforti (1966)
- II Quartetto (1967)
- Aka aka to I, II, III (1968)
- 6 Ricercari di Antonio il Verso (1969)
- 2 Mottetti di Anonimi (1969)
- ... da un Divertimento (1970)
- In memoriam (1970)
- Arabesque (1971)
- Sonata da camera (1971)
- Sonatina per violino e pianoforte (1975)
- Danse (1975)
- Siciliano (1975) Teatro Grande di Brescia
- Trio (1975)
- Di Zefiro e Pan (1976)
- Quintettino n. 1 (1976 al Teatro La Fenice)
- Quintettino n. 2 (1977)
- 12 canzoni da battello (1977)
- Canzona da battello (1977)
- Attraverso i cancelli (1977)
- Due melodie (1978)
- Aspern Suite (1979)
- D'un faune (1980)
- Fauno che fischia a un merlo (1980)
- La Malinconia (1980)
- 5 scene da Cailles en sarcophage (1980)
- Blue Dream (1980)
- Introduzione all'oscuro (1981)
- Canto degli specchi (1981)
- Vanitas (1981)
- Melencolia I (1982)
- Due nuove melodie (1982)
- Nox apud Orpheum (1982) al Teatro Comunale di Bologna
- Codex purpureus (1983)
- Tre canzoni del XX secolo (1984)
- Raffigurar Narciso al fonte (1984)
- Codex purpureus II (1984)
- Centauro marino (1984)
- Guillaume de Machaut: "Rose Liz" (1984)
- Il tempo con l'obelisco (1985)
- La navigazione notturna (1985)
- Lo spazio inverso (1985 al Teatro La Fenice diretta da Claudio Ambrosini)
- La perfezione di uno spirito sottile (1985)
- Esplorazione del bianco II (1986)
- Le ragioni delle conchiglie (1986)
- Trio n. 2 (1987)
- Il motivo degli oggetti di vetro (1987)
- Brazil (L'épigraphe phénicienne du) (1988)
- Il silenzio degli oracoli (1989)
- Sei quartetti brevi (1992)
- W. A. Mozart: Adagio (1994)
- Medioevo presente (1994)
- Nuvolario (1995)
- Omaggio a Burri (1995)
- Muro d'orizzonte (1997)
- Due risvegli e il vento (1997)
- Waiting for the wind (1998)
- Le voci sottovetro (1998)
- Pagine (1998)
- Canzoniere da Scarlatti (1998)
- Cantare con silenzio (1999)
- Quartetto n. 7 (1999)
- Un fruscìo lungo trent'anni (1999)
- Esercizi di tre stili (2000)
- 2 Arie notturne dal campo (2001)
- In nomine nominis (2001)
- La perfidia (2002)
- Cavatina e i gridi (2002)
- Allegro KV 15 (2003)
- Due smarrimenti (2003)
- Sestetto (2003)
- Quaderno di strada (2003)
- Scena di vento (2004)
- Il legno e la parola (2004)
- Vento d'ombra (2005)
- Archeologia del telefono (2005)
- Tre duetti con l'eco (2006)
- Dita unite a quattro mani (2006)
- Le stagioni artificiali (2006)
- 12 Madrigali (2007)
- Quartetto n. 8 (2008)
- Il giardino di Sara (2008)
- Adagio (2009)
- L'altro giardino (2009)
- Adagio di Mozart (2010)
- Fanofania (2010)
- Cantiere del poema (2011)

## Musiche per strumento solista
- Minifuga (1965)
- Prélude pour le piano (1969)
- De o de do (1970)
- De la nuit (1971)
- Esercizio (1972)
- Due Studi (1974)
- Tre notturni brillanti (1975)
- Per Mattia (1975)
- Toccata (1976 al Teatro Grande di Brescia)
- Etude de concert (1976)
- Sei Capricci (1976)
- I Sonata per pianoforte (1976 al Teatro Grande di Brescia)
- All'aure in una lontananza (1977)
- Ai limiti della notte (1979)
- Ai limiti della notte (violoncello) (1979)
- L'addio a Trachis (1980)
- Anamorfosi (1980)
- Cadenze e fermate (Mozart - pianoforte) (1982)
- II Sonata per pianoforte (1983)
- Morgana (1983)
- Hermes (1984)
- Come vengono prodotti gli incantesimi? (1985 al Teatro alla Scala di Milano)
- Canzona di ringraziamento (1985)
- Esplorazione del bianco I (1986)
- Appendice alla perfezione (1986)
- Esplorazione del bianco III (1986)
- III Sonata per pianoforte (1987)
- L'addio a Trachis II (1987)
- Cadenze (Mozart - violino) (1989)
- Cadenze e fermate (Mozart - flauto e oboe) (1989)
- Venere che le Grazie la fioriscono (1989)
- L'orizzonte luminoso di Aton (1989)
- Fra i testi dedicati alle nubi (1989)
- Variazione su uno spazio ricurvo (1990)
- Fermate e fioriture (1990)
- Perduto in una città d'acque (1991)
- Cadenze (Mozart - pianoforte) (1991)
- IV Sonata per pianoforte (1992)
- Fermata e Cadenza (Boccherini) (1993)
- Johann Sebastian Bach: Toccata e fuga in re minore (1993)
- Addio case del vento (1993)
- V Sonata con 5 finali diversi (1994)
- Polveri laterali (1997)
- Vagabonde blu (1998)
- Notturno n. 3 (1998)
- 2 Notturni per pianoforte (1998)
- Notturno n. 4 (1998)
- L'orologio di Bergson (1999)
- Morte tamburo (1999)
- Immagine fenicia (2000)
- Lettera degli antipodi portata dal vento (2000)
- Due notturni crudeli (2001)
- Capriccio di una corda (2009)
- Fra sé (2009)

## Cadenze, fioriture, elaborazioni
- Blue Dream (1980)
- Cadenze e fermate (Mozart - pianoforte) (1982)
- Brazil (L'épigraphe phénicienne du) (1988)
- Cadenze (Mozart - violino) (1989)
- Cadenze e fermate (Mozart - flauto e oboe) (1989)
- Gioachino Rossini: Giovanna d'Arco (1989)
- Fermate e fioriture (1990)
- Morte a Venezia (1991)
- Nove Canzoni del XX secolo (1991)
- Cadenze (Mozart - pianoforte) (1991)
- Cadenzario (1991)
- Fermata e Cadenza (Boccherini) (1993)
- Johann Sebastian Bach, Toccata e fuga in re minore (1993)
- Mozart a 9 anni (1993)
- W. A. Mozart, Adagio (1994)
- Medioevo presente (1994)
- Le voci sottovetro (1998)
- Canzoniere da Scarlatti (1998)
- Sophisticated Lady (1999)
- Esercizi di tre stili (2000)
- 2 Arie notturne dal campo (2001)
- Allegro KV 15 (2003)
- Adagio (2009)
- Adagio di Mozart (2010)

## Musiche di scena e radiofoniche
- Musiche per Orlando furioso (1969)
- Musiche per I bei colloqui (1970)
- Musiche per All'uscita (1978)
- Musiche per Le Trachinie (1980)
- Musiche per Lectura Dantis (1981 al Teatro Comunale di Bologna con Carmelo Bene)
- La voce dell'Inferno (1981)
- Prologo in terra (1985)
- Musiche per La Divina Commedia (1988)
- Musiche per il Paradiso di Dante (1993)
- Terribile e spaventosa storia… (1999)

## Musica elettronica
- Musiche per I bei colloqui (1970)
- Implicor (1971)
- La voce dell'Inferno (1981)
- Due Arie marine (1990)
- Nom des Airs (1994)
- Lohengrin 2 (2004)